# Clayton, Indiana
Clayton är en ort i Hendricks County i Indiana. Orten har fått sitt namn efter politikern Henry Clay. Vid 2020 års folkräkning hade Clayton 908 invånare.